# Saulon-la-Rue
Saulon-la-Rue is een gemeente in het Franse departement Côte-d'Or (regio Bourgogne-Franche-Comté) en telt 526 inwoners (1999). De plaats maakt deel uit van het arrondissement Dijon.

## Geografie
De oppervlakte van Saulon-la-Rue bedraagt 4,5 km², de bevolkingsdichtheid is 116,9 inwoners per km².
De onderstaande kaart toont de ligging van Saulon-la-Rue met de belangrijkste infrastructuur en aangrenzende gemeenten.

## Demografie
Onderstaande figuur toont het verloop van het inwonertal (bron: INSEE-tellingen).